# ニック・ワース
ニコラス・ジョン・ピーター・"ニック"・ワース (Nicholas John Peter "Nick" Wirth, 1966年3月26日 - ）は、イギリス出身の自動車エンジニア、ワース・リサーチ社の創業者兼オーナー。シムテックF1チームの元オーナーでもあり、マーチ・エンジニアリングの元空力技術者、ベネトン・フォーミュラ及びヴァージン・レーシングの元テクニカルディレクターでもあった。

## 履歴

### 学歴でのレコード
ワースは11歳の1977年から18歳の1984年にかけて、セブンオークス校を経て、ユニヴァーシティ・カレッジ・ロンドンで機械工学を学び、BSc(Hons)(優等理学士)を取得し、史上最若年で王立協会の機械技術者協会(IMechE)フェロー(FIMechE)を取得している。
マーチ・エンジニアリングのボスのロビン・ハードの子息のマーク・ハードと同学で、在学中からハード家に出入してハードを唸らせた。

### マーチ
ワースはマーチ・エンジニアリングの空力技術者として自身のフォーミュラ1でのキャリアを開始し、1988年と1989年のレイトンハウス・マーチの881やCG891等の空力概念及び概略設計、風洞モデル設計の責任者を務めた。

### シムテック
1989年、マックス・モズレーと共同でシムテック・リサーチを設立。元々はサードパーティーのF1チーム向けに風洞設計やシャーシ製造等、フォーミュラ1カー製造の多くの分野に携わっていた。ワースはそれまでモズレーがチームオーナーを務めるマーチに雇用されていたが、シムテックの設立によりマーチから自立する形となった。
ワースは当初リジェ等のF1チームや、多くのフォーミュラ3000チームから研究開発を請け負い、モズレーの縁故で国際自動車スポーツ連盟(FISA)からの仕事も多くこなした。1990年には、当時エンジンコンストラクターとして活動していたBMWのF1参戦計画に参画したが、程なくこの計画が頓挫した為、やむなく1991年はドイツツーリングカー選手権(DTM)にBMWが投入していたBMW・3シリーズの製作に携わる事となった。1992年、モズレーが国際自動車連盟 (FIA) 会長に就任したのを機に、彼が所有するシムテックの全株式を譲り受け、ワースがシムテックを単独で経営する事となる。同年、元々は1990年のBMWのF1マシンとして計画していた設計をアンドレア・モーダからの依頼により「アンドレア・モーダ・S921」として復活させ、1992年シーズンに参戦するも、チーム体制の問題によりS921は殆どまともにサーキットを周回する事も出来ないまま、オーナーのアンドレア・サセッティの逮捕によりチームはF1を追放されて消滅した。その後、ワースは1993年にスペインのブラボF1チームのマシン「S931」を開発したが、1993年シーズン開幕前にオーナーのジャン＝フランソワ・モニエが急死した事により参戦計画が頓挫してしまい、ブラボ・S931は日の目を見る事は無かった。
この年までの経過から、ワースは自らチームを運営しなければ自身が設計したマシンを十分な体制の下で走らせる事が出来ないと判断し、1993年にシムテック・グランプリを新たに設立、1993年10月から1995年6月まで、ワースはシムテック・グランプリの創業者兼オーナー兼テクニカルディレクターに就任、F1チームとしては1994年のF1世界選手権から参戦した。シムテック・リサーチはチームの整備とマシン設計の双方を担当した。
しかし、シムテックは当初のシーズンからローランド・ラッツェンバーガーの事故死などの困難な状況や資金難に苦しみ、結局1995年の中途で破産。撤退を余儀なくされ、ワースも一時F1から離れる事となった。

### ベネトン及びF1外での活動
1996年から1999年まで、ワースはベネトン・フォーミュラ1チームのチーフデザイナーを務め、その後、取締役に就任しました。
1999年、ベネトンを去った後にワースはロボサイエンス社を設立し、ロボット犬の「RS-01」を製作した。
2003年、ワース・リサーチ社を設立。
2006年、ワース・リサーチはFIAの依頼で、イタリアのカスマロ風洞施設にて、2008年より使用される予定であったセンターライン・ダウンウォッシュ・ジェネレーティングウィング(CDG)の設計に関わった。
2007年、ワース・リサーチはアキュラが2009年シーズンよりアメリカン・ルマン・シリーズに投入予定のル・マン・プロトタイプ(LMP)に携わり、LMP1クラスのアキュラ・ARX-02を設計した。ワースはARX-02の設計にあたり、数値流体力学(CFD)を広範囲に使用した。
2014年には、フォーミュラEに参戦するアンドレッティ・オートスポーツと提携、同チームの技術サポートを行うことになった。

### ヴァージン・レーシング
2009年、ワースはジョン・アルフレッド・ブースのマノーF1チームが2010年のF1世界選手権に参戦する為のマシンの設計を行い、同チームのテクニカルディレクターに就任。後にヴァージン・グループのリチャード・ブランソンが同チームの冠スポンサーとなった事で、チームはヴァージン・レーシングに改称した。ワースが設計した2010年シーズンのマシン、ヴァージン・VR-01は、F1マシンで史上初めて風洞を全く用いず、数値流体力学(CFD)のみで設計・製造されたマシンであった。
ワースはヴァージンの2番目のF1マシン、MVR-02の設計も行うが、MVR-02はVR-01と比較しても顕著な性能向上が見られず、期待外れのものである事が判明した。2011年6月、ヴァージンはワースを解雇し、CFDのみに頼って設計を行う手法も放棄したと発表した。